# Snów
Snów (biał. Сноў) – agromiasteczko na Białorusi w rejonie nieświeskim obwodu mińskiego, w pobliżu trasy linii kolejowej Warszawa-Brześć-Baranowicze-Mińsk i w połowie drogi między Baranowiczami a Nieświeżem. Siedziba sielsowietu snowskiego.
Działają tu dwie parafie – prawosławna (pw. Świętych Kosmy i Damiana) i  rzymskokatolicka (pw. św. Jana Chrzciciela).

## Historia
Prywatne miasto szlacheckie położone było w końcu XVIII wieku w powiecie nowogródzkim województwa nowogródzkiego.
W okresie II Rzeczypospolitej miasteczko, będące siedzibą wiejskiej gminy Snów oraz dwa folwarki Snów Dolny i Snów Górny, współcześnie stanowiące jedną miejscowość. Leżały one w województwie nowogródzkim, w powiecie nieświeskim, w gminie Snów. Demografia w 1921 przedstawiała się następująco:
|                    | Liczba mieszkańców | Budynki | Narodowość  | Narodowość | Narodowość | Narodowość | Narodowość        | Wyznanie    | Wyznanie     | Wyznanie   | Wyznanie |
| Polacy             | Liczba mieszkańców | Budynki | Białorusini | Niemcy     | Żydzi      | inna       | rzymskokatolickie | prawosławne | ewangelickie | mojżeszowe |          |
| ------------------ | ------------------ | ------- | ----------- | ---------- | ---------- | ---------- | ----------------- | ----------- | ------------ | ---------- | -------- |
| miasteczko Snów    | 631                | 101     | 124         | 110        | 1          | 393        | 3                 | 106         | 123          | 1          | 401      |
| folwark Snów Dolny | 78                 | 8       | 22          | 55         | –          | –          | 1                 | 23          | 55           | –          | –        |
| folwark Snów Górny | 81                 | 7       | 28          | 53         | –          | –          | –                 | 15          | 66           | –          | –        |

Podczas okupacji hitlerowskiej, w lecie 1941 roku Niemcy utworzyli getto dla żydowskich mieszkańców. Przebywało w nim około 700 osób. 17 września 1942 roku Niemcy zlikwidowali getto, a Żydów zamordowali. 

## Zabytki
- Pałac w Snowiu został zbudowany w stylu klasycystycznym około 1827 roku najprawdopodobniej przez marszałka szlachty powiatu nowogródzkiego, kawalera maltańskiego, Kazimierza Rdułtowskiego. Pałac w 1854 roku przeszedł w ręce Harthingów, którzy byli właścicielami miejscowych dóbr do 1939 roku. Pałac znacznie uszkodzony w czasie I wojny światowej, około 1925 roku został sprzedany (czy też darowany) przez ówczesnego właściciela majątku, barona Henryka Hartingha Korpusowi Ochrony Pogranicza. Po remoncie i częściowej przebudowie pałacu w 1929 roku, jednostka KOP rezydowała w nim do września 1939 roku. Obecnie mieści się tutaj szpital wojskowy. Pałac jest budowlą o założeniu symetrycznym, imponującą monumentalną wydłużoną fasadą o długości 140 m, składającą się z kilku połączonych korpusów różnej wielkości. Korpus środkowy złożony jest z trzech dwukondygnacyjnych skrzydeł ustawionych poprzecznie w stosunku do osi fasady, połączonych ze sobą za pomocą parterowych łączników. Skrzydło środkowe ma od frontu wydatny portyk z czterema kolumnami w wielkim porządku, dźwigającymi trójkątny szczyt. Podobny portyk, ale znacznie mniej wydatny (przyścienny) znajduje się od strony elewacji ogrodowej. Tu flankują go skrzydła boczne wydłużone ku tyłowi, od frontu tworzą one natomiast wydatne ryzality ozdobione ujętymi w ramy kolumn porte-fenetrami. Od korpusu środkowego na boki ciągną się symetrycznie długie parterowe galerie wsparte na 16 kolumnach. Galerie łączą korpus główny z dwoma skrajnymi parterowymi pawilonami na rzutach kwadratów. We wnętrzach zachowały się między innymi westybul, sala reprezentacyjna o powierzchni 100 m² ozdobiona niszami, rzeźbami i kolumnadą, kaplica i piec kaflowy z XIX wieku. Pałac otacza zachowany częściowo park (jego część jest zabudowana XX wiecznymi budynkami) o kształcie prostokąta z rozległymi parterami, systemem sadzawek i alejami[6].
- Kościół św. Jana Chrzciciela
- Dwór Harthingów
- Cerkiew Świętych Kosmy i Damiana

## Historia
- I połowa XIII w. włączenie do Wielkiego Księstwa Litewskiego
- 1639 – właścicielami zostają Rdułtowscy
- 1793 na skutek II rozbioru Polski w zaborze rosyjskim
- 1827 zmarł tu Ludwik Spitznagel
- 1854 – właścicielami zostają Haringhowie
- 1919–45 w Polsce, w dawnym powiecie nieświeskim województwa nowogródzkiego
  - Do 17 września 1939 roku miejscowość była garnizonem macierzystym batalionu KOP „Snów”
- 1939–41 okupacja radziecka
- 1941–44 okupacja niemiecka
- 1945–91 w Białoruskiej SRR

## Galeria

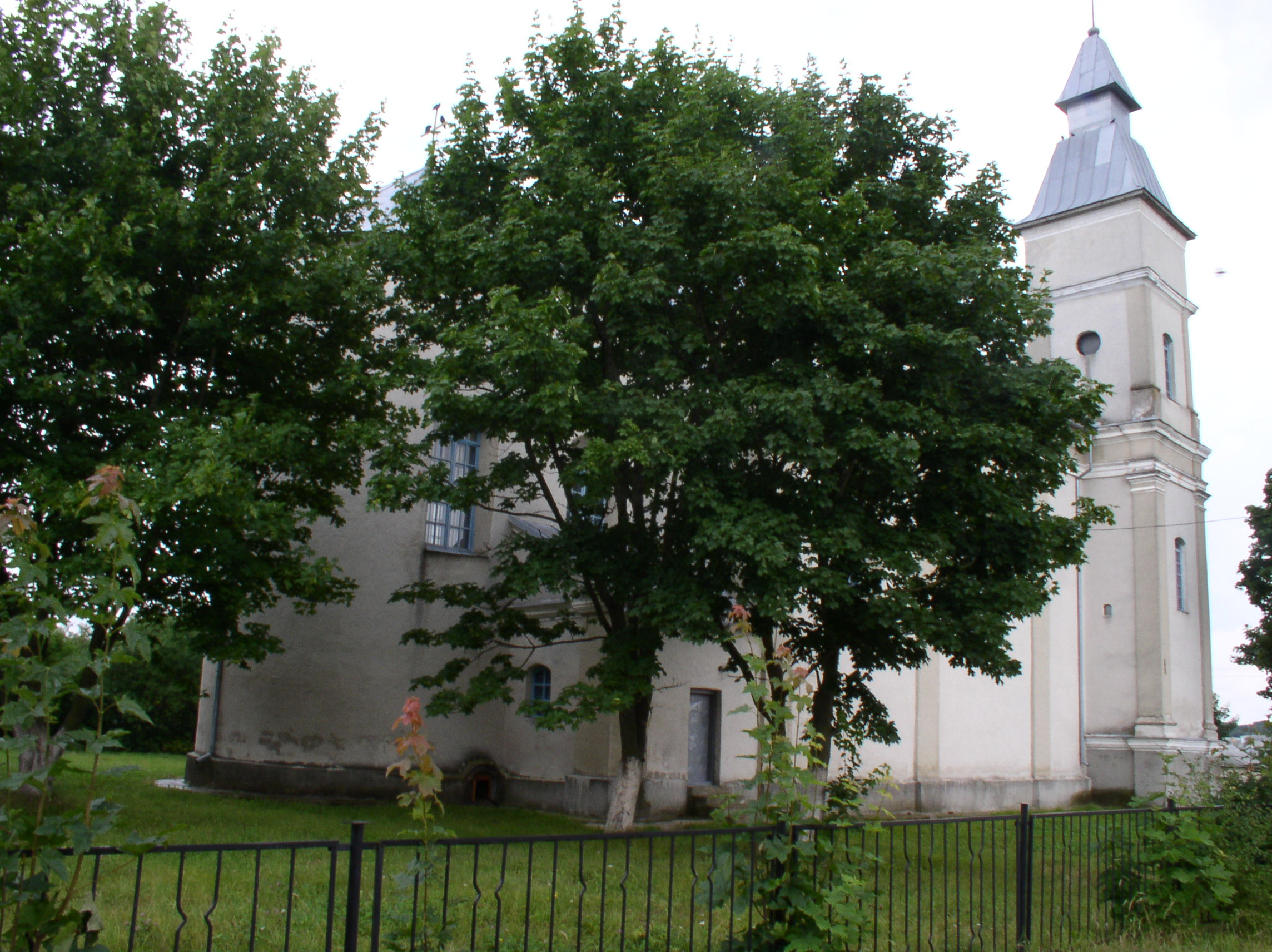
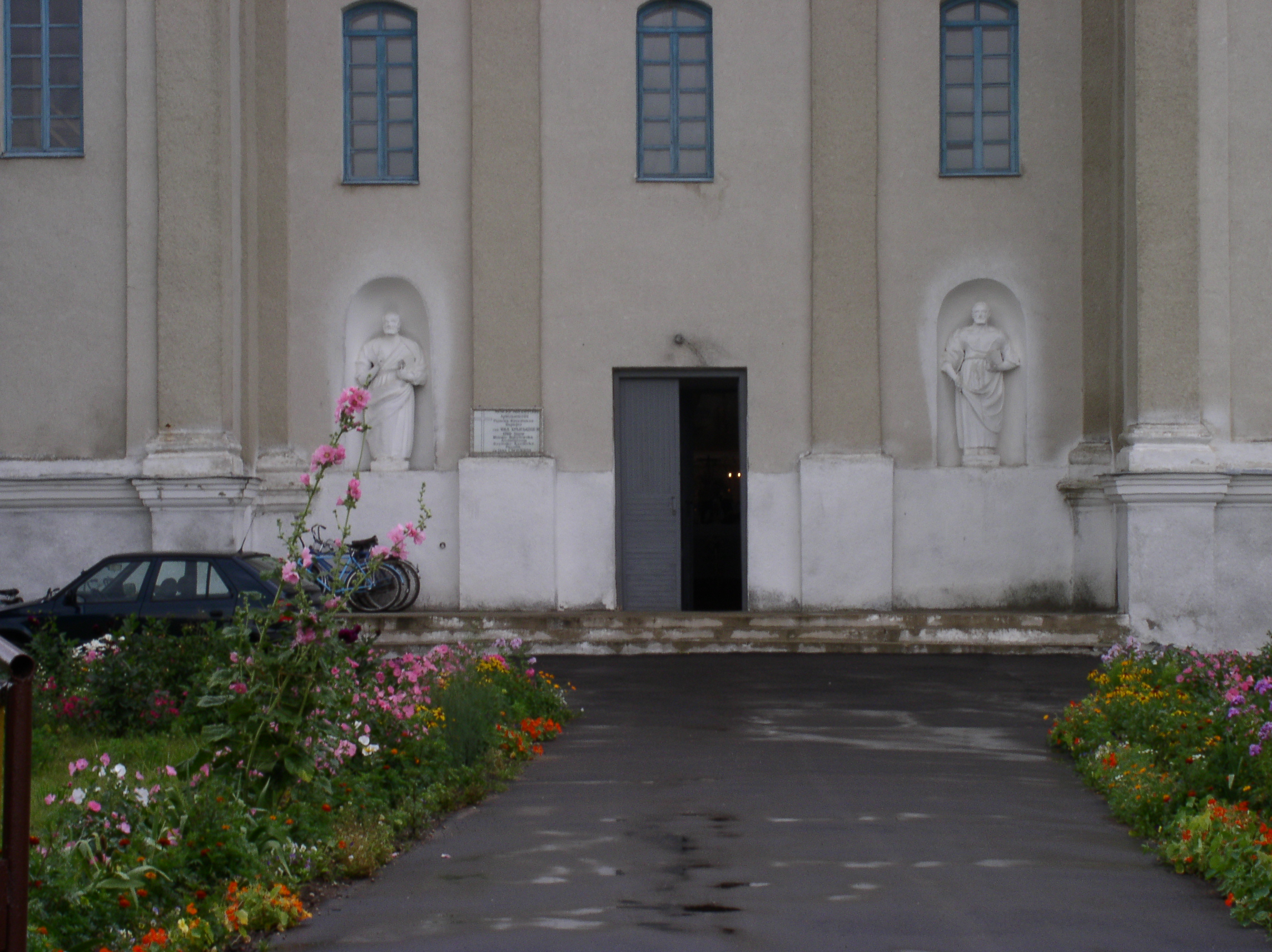
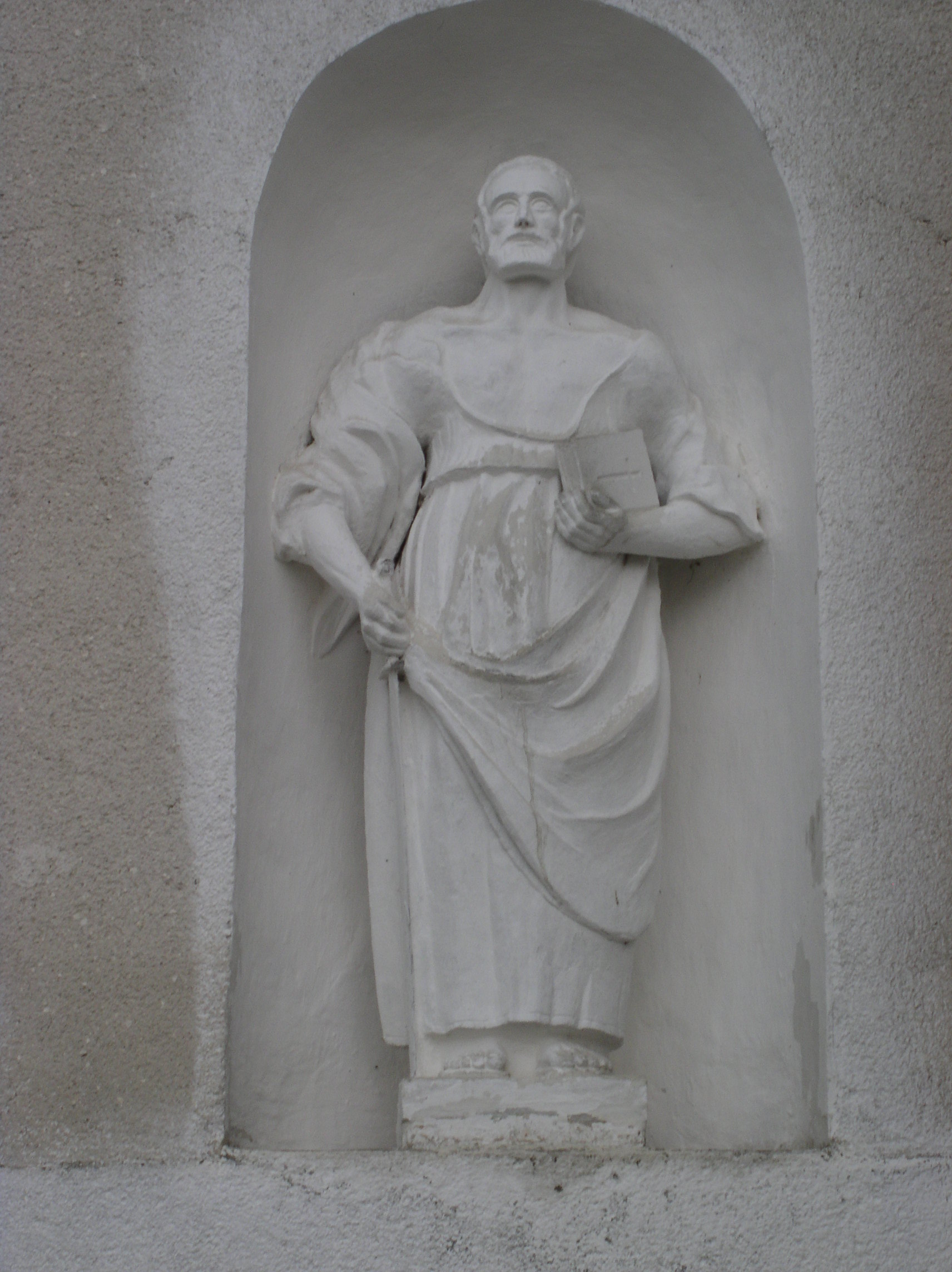
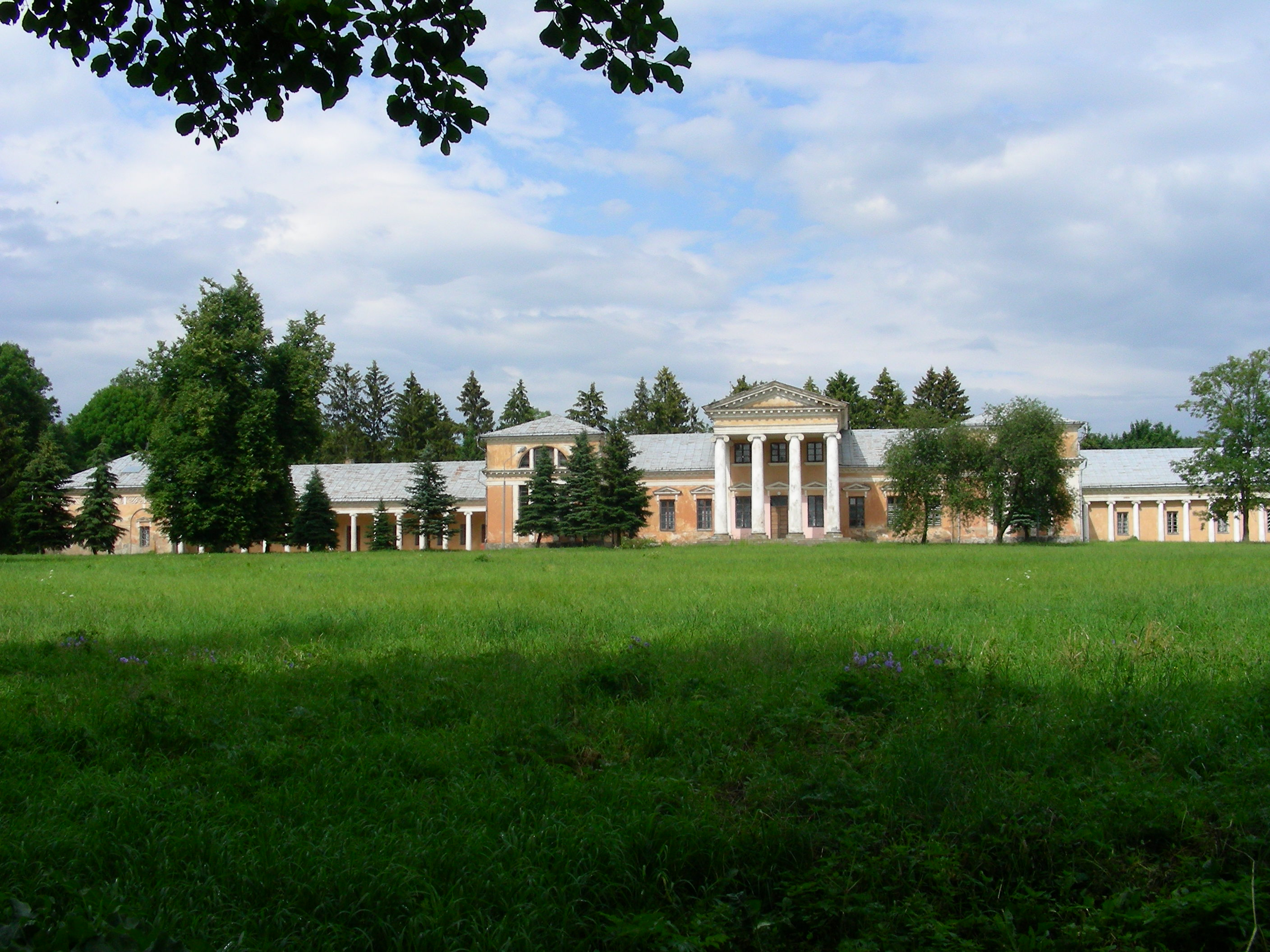
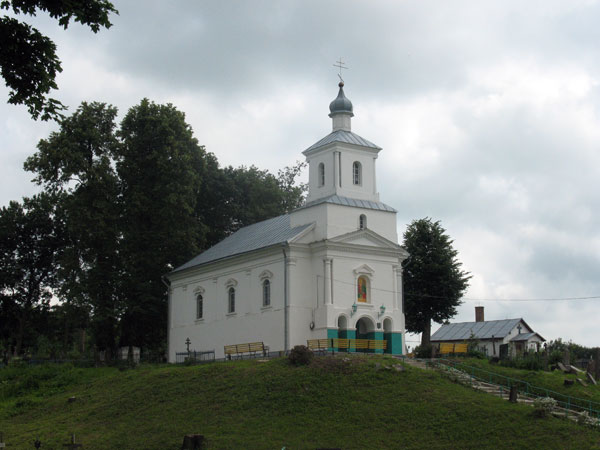
Cerkiew Świętych Kosmy i Damiana